# Aire-sur-l’Adour

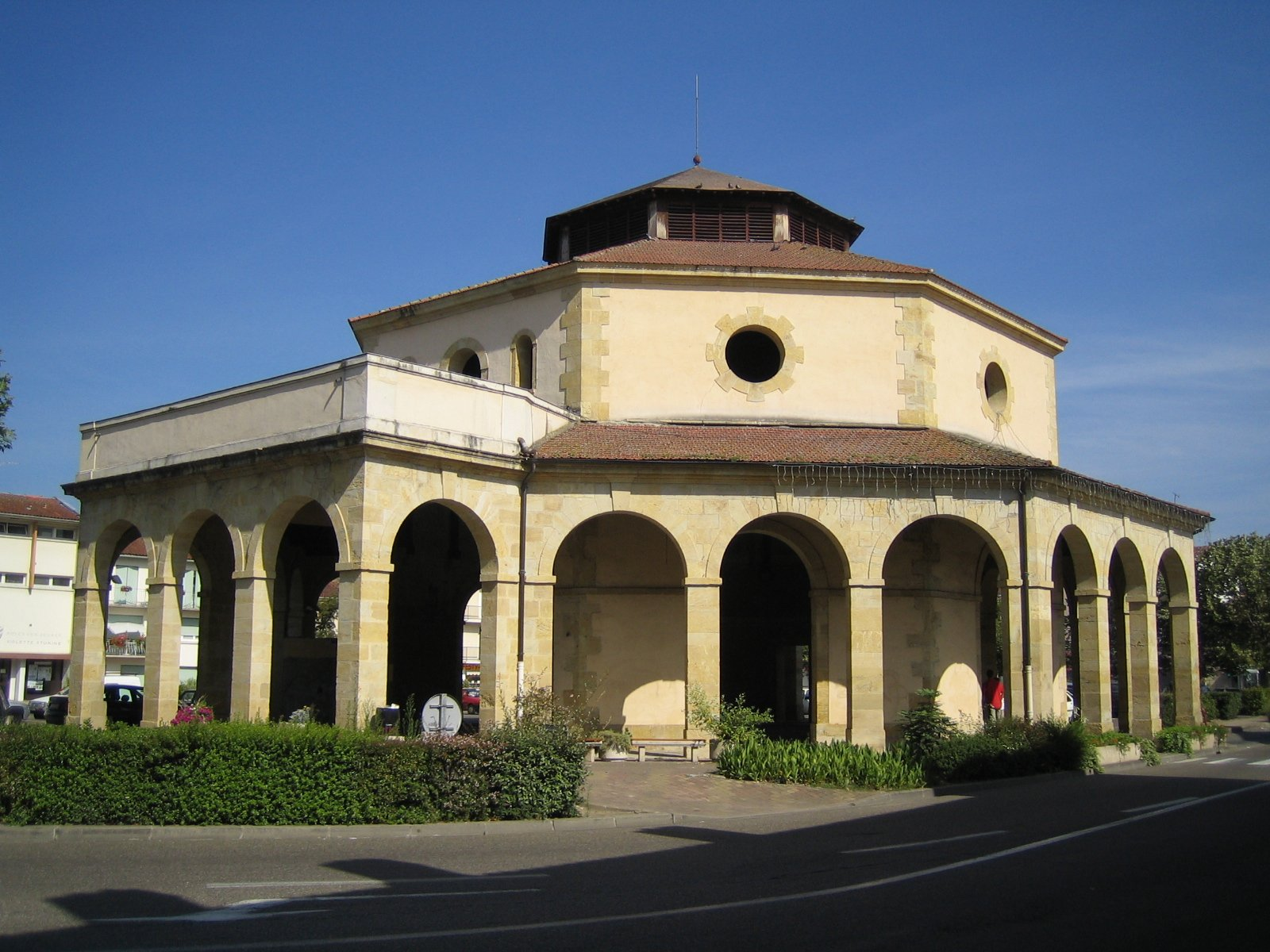
Aire-sur-l’Adour
Hala Targowa

Aire-sur-l’Adour – miejscowość i gmina we Francji, w regionie Nowa Akwitania, w departamencie Landy.
Według danych na rok 1990 gminę zamieszkiwało 6205 osób, a gęstość zaludnienia wynosiła 107 osób/km² (wśród 2290 gmin Akwitanii Aire-sur-l’Adour plasuje się na 61. miejscu pod względem liczby ludności, natomiast pod względem powierzchni na miejscu 98.).

## Współpraca
- Castro Urdiales, Hiszpania